# Blow Me Away
Blow Me Away is een nummer van Alain Clark afkomstig van zijn eerste Engelstalige album Live It Out, waar het de eerste track is. Voordat het nummer op single verscheen werd al gesproken van een "lekkere binnenkomer". Het nummer verscheen uiteindelijk als derde single van het album en heeft de taak het succes van This Ain't Gonna Work en Father and Friend (respectievelijk nummer drie en twee in de Nederlandse Top 40) te evenaren. 
Het nummer zelf is een oproep van Clark terug te keren naar de echte soulmuziek. Blow Me Away is een uptempo funky nummer, anders dan zijn twee voorgangers die alle twee rustiger waren. In het refrein zingt Clark met kopstem, een manier van zingen die Michael Jackson en Jeff Lynne van Electric Light Orchestra ook hanteerden.

## Videoclip
De videoclip voor het nummer is opgenomen in Manhattan. Met deze locatie wilde Alain Clark de sfeer van het nummer weergeven. Daarbij was de opname in New York een eerste stap naar eventueel internationaal succes, hetgeen niet echt van de grond kwam.

## Tracklist
1. Blow Me Away - (Albumversie)
2. Blow Me Away - (Ruff & Jam Edit)
3. Blow Me Away - (Ruff & Jam Extended)

## Hitnotering

### Nederlandse Top 40
Net als zijn twee voorgangers werd het nummer verkozen tot Alarmschijf op Radio 538.
| Positie: | 15 | 9 | 8 | 8 | 8 | 8 | 8 | 8 | 13 | 14 | 15 | 15 | 23 | 25 | 32 | uit |

### NederlandseSingle Top 100
| Positie: | 14 | 19 | 15 | 23 | 17 | 25 | 41 | 31 | 27 | 31 | 42 | 65 | 47 | 65 | 80 | uit |

### NPO Radio 2 Top 2000
Blow Me Away stond alleen in 2009 in de NPO Radio 2 Top 2000, op plek 1737.